# Туркменистан на Светском првенству у атлетици на отвореном 2003.
Туркменистан је учествовао на 9. Светском првенству 2003. одржаном у Паризу од 23. до 31. августа.
У његовом петом учешћу на светским првенствима на отвореном Туркменистан су предсстављала два атлетичара (1 мушкарац и 1 жена) који су се такмичили у 2 дисциплине (1 мушка и 1 женска).
Такмичари Туркменистана нису освојили ниједну медаљу, али је такмичарка оборила лични рекорд.

## Учесници
| Мушкарци: - Кемал Туваклијев — Маратон | Жене: - Светлана Песова — 100 м |

## Резултати

### Мушкарци
| Атлетичар        | Дисциплина | Лични рекорд | Квалификације | Квалификације | Финале            | Финале            | Детаљи |
| Атлетичар        | Дисциплина | Лични рекорд | Резултат      | Место         | Резултат          | Место             | Детаљи |
| ---------------- | ---------- | ------------ | ------------- | ------------- | ----------------- | ----------------- | ------ |
| Кемал Туваклијев | Маратон    | 2:28:46      |               |               | Није завршио трку | Није завршио трку |        |

### Жене
| Атлетичарка     | Дисциплина | Лични рекорд | Квалификације | Квалификације | Четвртфинале          | Четвртфинале          | Полуфинале            | Полуфинале            | Финале                | Финале       | Детаљи |
| Атлетичарка     | Дисциплина | Лични рекорд | Резултат      | Место         | Резултат              | Место                 | Резултат              | Место                 | Резултат              | Место        | Детаљи |
| --------------- | ---------- | ------------ | ------------- | ------------- | --------------------- | --------------------- | --------------------- | --------------------- | --------------------- | ------------ | ------ |
| Светлана Песова | 100 м      |              | 13,05 ЛР      | 5. у гр. 4    | Није се квалификовала | Није се квалификовала | Није се квалификовала | Није се квалификовала | Није се квалификовала | 49 / 56 (59) | [ 1 ]  |